# Тельная (платформа)
Те́льная — остановочный пункт Восточно-Сибирской железной дороги на Транссибирской магистрали (5482 километр).
Расположен в Кабанском районе Республики Бурятия, в 0,5 км к юго-западу от устья реки Большая Тельная, впадающей в озеро Байкал. В 150 м к югу от остановочного пункта проходит федеральная автомагистраль «Байкал». Имеется несколько жилых домов с приусадебными участками.

## Пригородные электрички
| № поезда | Маршрут движения   | № поезда | Маршрут движения   |
| -------- | ------------------ | -------- | ------------------ |
| 6631     | Улан-Удэ — Мысовая | 6632     | Мысовая — Улан-Удэ |
| 6637     | Улан-Удэ — Мысовая | 6638     | Мысовая — Улан-Удэ |